# Berlin Adler
Berlin Adler je klub američkog nogometa iz Berlina osnovan 1979. godine po nazivom Berliner Bären. Član je najvišeg razreda lige u američkom nogometu u Njemačkoj - German Football League, koju je i osvojiio šest puta, te BIG6 European Football League..

## Uspjesi
Eurobowl
- pobjednik: 2010., 2014.
  - finalist: 1991., 2011.

EFAF kup
- pobjednik: 2008.

German Bowl (završnica German Football League / American Football Bundesliga)
- prvak: 1987., 1989., 1990., 1991., 2004., 2009.
  - finalist: 1994., 2010.

GFL- Sjeverna divizija
- pobjednik: 1986., 1987., 1988., 1989., 1990., 1991., 1992., 1994., 2009.

GFL 2 - Sjever 
- prvak: 2001.

## Poveznice
- (njemački) službene stranice
- (njemački) German Football League
- (njemački) football-history.de  Arhivirana inačica izvorne stranice od 28. rujna 2017. (Wayback Machine)